# Internationales Filmfestival Karlovy Vary 1980
Das 22. Internationale Filmfestival Karlovy Vary fand vom 27. Juni bis 10. Juli 1980 in Tschechien unter dem Motto „Für edle Beziehungen zwischen den Menschen, für dauerhafte Freundschaft zwischen den Völkern“ statt. Insgesamt präsentierte das Filmfestival 154 Filme in diversen Kategorien, die von über 100.000 Besuchern gesehen wurden. Im Wettbewerb um den Hauptpreis, dem Kristallglobus, standen 33 Filmbeiträge aus 33 Ländern; im Wettbewerb um den besten Erstlingsfilm standen 13 Filme aus 13 Ländern. Neben Künstlern und Journalisten aus 57 Ländern gab es eine internationale Jury unter dem Vorsitz von Professor Antonín Martin Brousil (ČSSR).
Weitere Jurymitglieder waren: Juan Antonio Bardem (Spanien), Ljudmila Gurtschenko (UdSSR), Jerzy Hoffman (Polen), Emil Petrow (Bulgarien), Giovanna Ralli (Italien), Ousmane Sembène (Senegal), Mrinal Sen (Indien), Jiří Sequens (ČSSR), Jozef Šimončič (ČSSR) und Luandino Vieira (Angola).

## Preisträger
- Grand Prix (Kristallglobus): Die Verlobte (DDR) – Regie: Günther Rücker und Günter Reisch
- Sonder-Grand-Prix: Signum Laudis (ČSSR) – Regie: Martin Hollý
- Sonder-Grand-Prix: Perlen eines Rosenkranzes (Paciorki jednego rózańca, Polen) – Regie: Kazimierz Kutz

### Hauptpreise
- Zum ersten Mal verheiratet (Впервые замужем, UdSSR) – Regie: Iossif Cheifiz
- Johnny Larsen (Dänemark) – Regie: Morten Arnfred
- Illusion (Илюзия, Bulgarien) – Regie: Ljudmil Staikow

- Preis für den Besten Schauspieler: Al Pacino in ...und Gerechtigkeit für alle (...And Justice for All)
- Preis für den Besten Schauspieler: Uelese Petaia in Die Söhne kehren zurück (Sons for the Return Home)
- Preis für die Beste Schauspielerin: Birgit Doll in Geschichten aus dem Wienerwald
- Preis für die Beste Schauspielerin: Anda Onesa in Zärtlich ging Anastasia vorbei (Duios Anastasia trecea)

- Preis „Die Rose von Lidice“: Die Kinder aus Nummer 67 oder Heil Hitler, ich hätt gern'n paar Pferdeäppel... – Regie: Usch Barthelmeß-Weller und Werner Meyer

### Preise im Wettbewerb der Erstlingsfilme
- Das Nest im Wind (Гнездо на ветру, UdSSR) – Regie: Olev Neuland
- Olympiade 40 (Olimpiada 40, Polen) – Regie: Andrzej Kotkowski
- Es lebe die Mittelklasse (Viva la clase media, Spanien) – Regie: José María González Sinde

### Sonderpreise, weitere Preise
- Sonderpreis:
  - Aziza (Tunesien) – Regie: Abdellatif Ben Ammar
  - Bittere Göttin (Neem Annapurna, Indien) – Regie: Buddhadeb Dasgupta

- Preis der Jury der CIDALC (Internationale Vereinigung zur Verbreitung von Kunst und Literatur mit den Mitteln des Films):
  - Maluala (Kuba) – Regie: Sergio Giral
  - ... Jeden Mittwoch (Minden szerdán, Ungarn) – Regie: Lívia Gyarmathy

- Preis der Jury der FICC (Internationale Filmclubvereinigung):
  - Nomugi-Pass – Regie: Satsuo Yamamoto